# Saltdal
Gmina Saltdal (norw. Saltdal kommune) – norweska gmina leżąca w regionie Nordland. Jej siedzibą jest miasto Rognan.
Saltdal jest 23. norweską gminą pod względem powierzchni.

## Demografia
Według danych z roku 2005 gminę zamieszkuje 4800 osób. Gęstość zaludnienia wynosi 2,17 os./km². Pod względem zaludnienia Saltdal zajmuje 198. miejsce wśród norweskich gmin.
| ludność stan na 1 stycznia 2005 |         |           |       |
|                                 | kobiety | mężczyźni | razem |
| osób                            | 2394    | 2406      | 4800  |
| %                               | 49,88%  | 50,12%    | 100%  |

| wykształcenie stan na 1 października 2004 |        |         |        |        |
|                                           | podst. | średnie | wyższe | niezn. |
| osób                                      | 804    | 2366    | 632    | 124    |
| %                                         | 20,48% | 60,26%  | 16,1%  | 3,16%  |

## Edukacja
Według danych z 1 października 2004:
- liczba szkół podstawowych (norw. grunnskolar): 4
- liczba uczniów szkół podst.: 628

## Władze gminy
Według danych na rok 2011 administratorem gminy (norw. rådmann) jest Anna Welle, natomiast burmistrzem (norw. ordfører, d. norw. borgermester) jest Kjell-Magne Johansen.